# Gouvernorat de Veragua
1508–1537
Entités précédentes :
- Tierra Firme

Entités suivantes :
- Castille d'Or
- Royal Veragua (es)

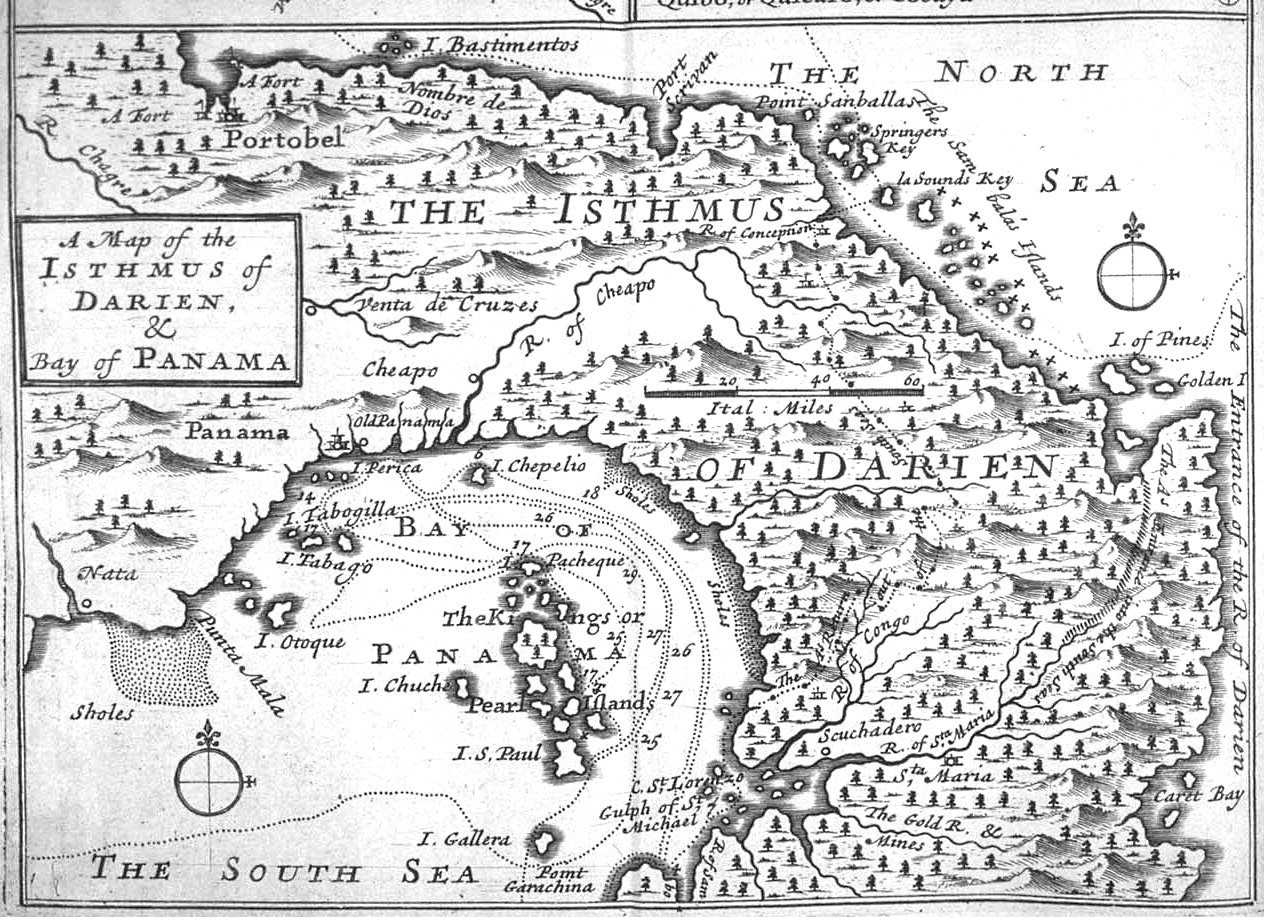
Carte du gouvernorat de Veragua

Le gouvernorat de Veragua était réputée la partie la plus riche en or de la Tierra Firme, la terre ferme pour les conquistador espagnols installés dans les îles des Antilles. Cette partie du nouveau monde est divisée en 1508 par le Roi d'Espagne en deux parties, la province de Veragua, à l'ouest du Golfe d'Uraba, et la Nouvelle Andalousie à l'est de ce golfe, la séparation étant assurée par la rivière Darién, appelée plus tard le Río Atrato. La province de Veragua contient toute l'Amérique centrale, jusqu'au Panama, et la moitié de l'actuelle Colombie, alors jugée la plus riche en or, car elle inclut les futures mines d'or du Choco, situées le long du rio Choco.
La colonisation de la province de Veragua est alors confiée à Diego de Nicuesa, qui mit ses voiles sur les traces de Colomb en partant au même endroit, tandis que celle de Nouvelle Andalousie revient à Alonso de Ojeda.
La province de Veragua doit son nom à Christophe Colomb, qui avait fondé l'établissement très provisoire de "Veraguas". Le 2 novembre 1502, avec ses quatre bateaux du quatrième et dernier voyage, il découvre la baie de Portobelo et repart vers le Río Belén. Il signale au roi d’Espagne : « J’ai vu sur cette terre de Veraguas plus de signes de la présence d’or les deux premiers jours qu’à Hispañola en quatre ans ». Christophe Colomb est peu après obligé de démanteler la Gallega, prisonnière sur le fleuve d'une barre de sable, pour construire Santa María de Belen, première implantation espagnole sur le continent américain.
En 1513, le nom de Castille d'Or est donné par le roi Ferdinand II d'Espagne à la province de Veragua qui est réuni à la Nouvelle-Andalousie. L'actuelle province de Veraguas (dans l'actuel Panama), ne reprend qu'une petite partie de l'ancienne province de Veragua.